# جوهانس جاكوبسن
جوهانس جاكوبسن هو مصارع هاوي دنماركي، ولد في 27 ديسمبر 1898 في كوبنهاغن في الدنمارك، وتوفي بنفس المكان في 7 مارس 1932.

## وصلات خارجية
- جوهانس جاكوبسن على موقع قاعدة بيانات المصارعة الدولية (الإنجليزية)
- جوهانس جاكوبسن على موقع أوليمبيديا (الإنجليزية)